# 世界館 (臺南市)
臺南世界館，落成於1930年，引入許多領先當時的設備，如設置座椅和冷氣，成為日治時代臺南市極為新潮先進的戲院之一。臺灣光復後，世界館由國民政府接管，並更名為世界戲院。1968年，土地被轉手出售，戲院也不復存在，現址目前經營湯姆熊遊樂世界。